# Sallie McFague
Sallie McFague, född 25 maj 1933 i Quincy, Massachusetts, död 15 november 2019 i Vancouver, var en amerikansk kristen ekofeministisk ekoteolog, bäst känd för hennes analys av hur metaforen ligger som grund för hur vi kan tala om Gud. Hon har applicerat detta i synnerhet på ekologiska frågor, och har skrivit utförligt om omsorg för jorden som om den var Guds "kropp". 
I trettio år var hon professor vid Vanderbilt University Divinity School in Nashville, där hon var "Carpenter Professor of Theology".
Hon var i sin teologi djupt influerad av mennoniternas store liberalteolog Gordon Kaufman.